# Левентич, Иван
Иван Левентич (хорв. Ivan Leventić; род. 21 сентября 1970) — хорватский шахматист, гроссмейстер (2005). Проживает в Осиеке.
В составе национальной сборной участник 16-го Кубка Митропы (1995) в Бюкфюрдё (Венгрия).
В составе команды «Мурса» участник 9-го Кубка европейских клубов (1993).
Серебряный призёр командного чемпионата Хорватии 2013 года, бронзовый призёр командного чемпионата Боснии и Герцеговины 2006 года. Выиграл несколько хорватских турниров:
- мемориал Бориса Виланда (2015)[1];
- Osijek Open (2018)[2] и др.

## Спортивные результаты
| Год  | Город           | Турнир                                      | + | − | = | Результат | Место |
| ---- | --------------- | ------------------------------------------- | - | - | - | --------- | ----- |
| 1993 |                 | Европейский клубный кубок, «Мурса»          | 1 | 1 | 1 | 1½ из 3   |       |
| 1995 | Бюкфюрдё        | Кубок Митропы                               | 1 | 2 | 4 | 3 из 7    | 7     |
| 2006 | Баня-Вручица    | Премьер-лига Боснии и Герцеговины, «Тушань» | 1 | 1 | 7 | 4½ из 9   | 3     |
| 2013 | Бол             | Командный чемпионат Хорватии, «ЭТФ-Осиек»   | 2 | 0 | 6 | 5 из 8    | 2     |
| 2015 | Бол             | Командный чемпионат Хорватии, «Пожега»      | 0 | 2 | 7 | 3½ из 9   | 10    |
| 2018 | Биоград-на-Мору | Командный чемпионат Хорватии, «Ферит-Осиек» | 0 | 6 | 3 | 1½ из 9   | 6     |

## Изменения рейтинга
| Графики недоступны из-за технических проблем. См. информацию на Фабрикаторе и на mediawiki.org. |